# グレゴリウス改革
グレゴリウス改革（英: Gregorian Reform）は、11世紀に教皇グレゴリウス7世（在位：1073年-1085年）によって推進されたカトリック教会の改革。叙任権の世俗権力からの奪還と聖職者の綱紀粛正が改革の二本柱であった。

## 概説
青年時代より教皇領で働き、教会法と教会の歴史に精通していた教皇グレゴリウス7世は、当時のカトリック教会の問題点は以下の2点に絞られると考えていた。世俗の権威によって任命される司教や大修道院長たちの問題、それにともなって起こる聖職者の不正や堕落、すなわち聖職者の妻帯や聖職売買（シモニア）である。
この現状を変えるには教会自身が変革しなければならない。教皇は改革への熱意にあふれてその職務を開始した。グレゴリウス7世は1075年に「教皇令27ヶ条」を提示して、教皇権の世俗の権威への優位を主張した。さらにローマに教会会議を招集して聖職者の妻帯と聖職売買（聖職者の地位と特権を金銭で取引すること）の禁止を徹底するよう求めた。さらに各国においてこれが確実に実行されるため、教皇使節を派遣することで万全を期した。フランスやドイツにおいてこれらの通達は抵抗を受けたが、グレゴリウス7世はあきらめずにこの問題に取り組んだ。
特に、教皇が世俗の権力による叙任（司教や大修道院長の任命）を禁止する通達を出したことが、神聖ローマ皇帝ハインリヒ4世との終生の確執を生むことになる。グレゴリウス7世自身は亡命先のサレルノで失意のうちに死去するが、叙任権闘争において最終的に教会に叙任権が取り戻され（ヴォルムス協約）、司祭の妻帯および聖職売買の禁止は以降徹底されていったことで、グレゴリウス改革は達成されることになった。